# Dana Ciocarlie
Dana Ciocarlie (Bucarest, 26 novembre 1968) est une pianiste et pédagogue française d'origine roumaine.

## Biographie
Dana Ciocarlie commence ses études musicales au conservatoire de Bucarest et remporte son premier prix en 1990. Elle vient travailler à l'École normale de musique de Paris avec Viktoria Melki (une élève d'Alfred Cortot) pour son diplôme de concertiste, puis se perfectionne auprès de Dominique Merlet et Georges Pludermacher pendant deux ans au Conservatoire national supérieur de musique et de danse de Paris ; ainsi qu'avec Christian Zacharias et Dmitri Bachkirov.
Elle participe ensuite à divers concours : lauréate de la fondation Yamaha (1993), de la fondation Cziffra (1994), des auditions des jeunes artistes à Leipzig (1995), elle remporte le prix Pro Musicis en 1996 (prix de la fondation Yvonne Lefébure), la même année que le Concours Robert Schumann de Zwickau (2e place) et le Concours Géza Anda l’année suivante à Zurich (Prix spécial Sándor Végh). Dana Ciocarlie est également finaliste des Victoires de la musique classique 2018, catégorie Enregistrement de l'année.
Elle a joué avec les violonistes Gilles Apap, Yaïr Benaïm, Nicolas Dautricourt, Laurent Korcia, Irina Muresanu ; les pianistes Christian Zacharias, Philippe Bianconi et Anne Queffélec ; avec l'altiste Gérard Caussé et le Quatuor Talich. Elle se produit régulièrement en soliste avec l'Open Chamber Orchestra.
Elle a créé des œuvres contemporaines d'Édith Canat de Chizy, Karol Beffa, Nicolas Bacri, Stéphane Delplace, Dan Dediu, Jacques Lenot, Laurent Mettraux, Frédéric Verrières et Helena Winkelman  qui lui sont dédiées.
Dana Ciocarlie est professeure au Conservatoire national supérieur de musique et de danse de Lyon (musique de chambre) et à l'École normale de musique de Paris. Parmi ses élèves, la compositrice Clémentine Charuel prend des cours avec elle à partir de 2001. 

## Théâtre
Avec trois autres musiciens dont Yaïr Benaïm, Dana Ciocarlie joue comme pianiste et interprète dans Haïm - à la lumière d'un violon, texte et mise en scène de Gérald Garutti, aux côtés successivement des acteurs et actrices Xavier Gallais, Anouk Grinberg, Natacha Régnier et Mélanie Doutey. À partir de 2008, le spectacle tourne durant sept saisons en Europe, en France (18 représentations à la Salle Gaveau), en Suisse, au Luxembourg, en Belgique et à Londres (The Print Room at the Coronet).

## Discographie
Piano seul
- Marie Jaëll, Musique symphonique et musique pour piano : Les beaux jours (12 pièces pour piano, premier enregistrement mondial) - Dana Ciocarlie, piano (2015, 3CD Ediciones Singulares/Palazzetto Bru Zane-Centre de musique romantique française)[3] (OCLC 946046686),  (ISBN 8460830179)
- Schubert, Sonates D.960, 3 Klavierstücke D.946 (juillet 1996, L'Empreinte digitale 13054) (OCLC 693484336)
- Schumann, Intégrale de l'œuvre pour piano (La Dolce Volta)[4]
- Romania : Paul Constantinescu, Enesco, Bartók (avril 2000, L'Empreinte Digitale) (OCLC 49014941)
- La langue maternelle : Bartók (Musiques nocturnes, Mikrokosmos extr.), Eötvös (Kosmos), Ligeti (Musica ricercata) (2005, L'Empreinte digitale) (OCLC 811644443 et 743079088)
- Debussy en miroirs : Claude Debussy, Frédéric Verrières (Paraphrase), Karol Beffa (3 Études), Franck Krawczyk (Toccata), Thierry Escaich (Les Litanies de l'ombre) (Triton)
- Piano à quatre mains : invitation à la danse : Edvard Grieg, Hans Huber, Helena Winkelman, Max Bruch - Christiane Baume-Sanglard, Dana Ciocarlie piano (4-7 janvier 2015, Claves) (OCLC 952973721)

Musique de chambre
- Rubinstein, Sonate pour violon, Sonate pour alto - Pierre Franck (violon et alto) (décembre 2003, Arion/Pierre Verany PV704051) (OCLC 718725961 et 659113832)
- Magnard et Lekeu : Sonates pour violon - Irina Muresanu, violon (15-18 décembre 2005, Ar Ré-Sé AR 2006-0) (OCLC 474215636)
- Dvořák, Quintette avec piano no 2 - Quatuor Psophos (2007, Ar Ré-Sé) (OCLC 154808990)
- Mendelssohn, Œuvres pour violoncelle et piano - Sébastien van Kuijk, violoncelle (Intrada)
- Bohémia : Janáček, Suk, Martinů, Mařatka - Marianne Piketty, violon (Integral Classics)
- Franck et Fauré, Sonates pour violon - Amanda Favier; violon (disque de promotion « Le Violon de l’ADAMI »)

Piano et orchestre
À partir de 2022, Dana Ciocarlie et l'Open Chamber Orchestra, dirigé par Yaïr Benaïm, enregistrent en concert l'intégrale des concertos pour piano et orchestre de Mozart.

## Distinctions
- 2017 : Grand Prix Antoine Livio de la Presse musicale internationale